# Penseelkrab
De penseelkrab (Hemigrapsus takanoi) is een kleine krabbensoort die ook in Nederland en België is waargenomen. De penseelkrab H. takanoi die in Europa is doorgedrongen, werd tot voor kort voor een andere soort, H. penicillatus (niet afgebeeld) gehouden. H. takanoi werd pas in 2005 beschreven door Asakura & Watanabe.

## Anatomie
De penseelkrab is makkelijk te herkennen aan zijn vierkante carapax. Het rugschild wordt maximaal 28 mm breed. Mannetjes hebben duidelijk grotere scharen dan vrouwtjes en hebben tevens een karakteristieke, sponsachtige pluk haar op iedere schaar. De looppoten zijn slank en op de zijkant bezet met stevige, korte haren. Aan de bovenzijde is de krab groen-, bruin- of grijsachtig gekleurd; sommige jonge exemplaren hebben grote witte symmetrische vlekken. De onderzijde van het lichaam is witachtig.

## Verspreiding
De penseelkrab leefde oorspronkelijk langs de kust van oostelijk Azië tot in de Stille Oceaan. De soort is nu echter ook aan de Noordzeekust waargenomen. Omdat de krab een grote temperatuurtolerantie heeft, wordt verwacht dat het dier zich snel over heel Europa zal verspreiden. Er zijn vooralsnog geen nadelige effecten op de flora en fauna bekend in de gebieden waar de soort zich heeft gevestigd. Andere krabben zijn juist een ramp gebleken voor de inheemse fauna, zoals de rode koningskrab, die de kust van Noorwegen kaalvreet.